# Subsidiaritetsprincippet
Subsidiaritetsprincippet er princippet om, at politiske beslutninger skal træffes på det lavest mulige politiske niveau. I den danske EU-debat er princippet, der stammer fra den katolske sociallære, blevet omdøbt til nærhedsprincippet.
Princippet er fastsat i artikel 5 i Traktaten om Den Europæiske Union. Det skal sikre, at beslutningerne træffes så tæt på borgerne som muligt. I forbindelse med forslag til nye EU-regler undersøges, om det er begrundet at handle på EU-niveau frem for at udnytte de muligheder, der findes på nationalt, regionalt eller lokalt plan. I praksis er det et princip om, at EU - bortset fra de områder, hvor EU har enekompetence - udelukkende handler, når dette vil være mere effektivt end at handle på nationalt, regionalt eller lokalt plan. Princippet er snævert forbundet med proportionalitetsprincippet, som går ud på, at EU's handling ikke bør gå ud over, hvad der er nødvendigt for at opfylde traktaternes målsætninger.
Det Europæiske Råd godkendte i december 1992 en erklæring om nærhedsprincippet, som regulerer de nærmere anvendelsesbetingelser. Den generelle metode, der følger af denne erklæring, genfindes i Amsterdamtraktaten i en protokol om anvendelse af nærhedsprincippet og proportionalitetsprincippet. Efter Lissabontraktatens ikræfttrædelse den 1. december 2009 kræver protokollen nu overholdelse af nærhedsprincippet for alle lovforslag, og den giver de nationale parlamenter mulighed for at gøre indsigelse mod et forslag med den begrundelse, at det overtræder princippet, og forslaget kan som følge heraf blive fastholdt, ændret eller trukket tilbage af Europa-Kommissionen eller blokeret af Europa-Parlamentet eller Ministerrådet. I tilfælde af overtrædelse af nærhedsprincippet kan EU-Regionsudvalget også referere direkte til Europadomstolen.
Udtrykket bruges derfor gerne i debatten om, hvilke beslutninger der skal træffes i EU-regi (f.eks. beslutninger på miljøområdet), og hvilke der bør træffes af nationalstaterne (f.eks. beslutninger vedr. arbejdsløshedsunderstøttelse).